# América FC (Minas Gerais)
América Futebol Clube, ook bekend als América Mineiro of América MG, is een Braziliaanse voetbalclub uit Belo Horizonte, deelstaat Minas Gerais (MG). De club staat vooral bekend om zijn goede jeugdopleiding en was enige tijd een satellietclub van Feyenoord Rotterdam. Bij America genoten onder anderen Gilberto Silva (Arsenal) en Frederico Chaves Guedes (Olympique Lyonnais) hun jeugdopleiding. In tegenstelling tot stadsrivalen Atlético en Cruzeiro, die een stadion delen heeft de club een eigen stadion.

## Geschiedenis
De club werd opgericht op 30 april 1912. In 1915 nam de club deel aan de allereerste editie van het Campeonato Mineiro, de staatscompetitie. Stadsrivaal Atlético werd de eerste staatskampioen, maar het volgend jaar erd de club kampioen en zwaaide tien jaar lang de scepter over de staat. Een record dat enkel geëvenaard werd door ABC. Na deze periode kwam er een tijd dat er geen titels gewonnen werden. Atlético en Palestra Itália, het huidige Cruzeiro, werden de dominante clubs van de staat. Pas in 1948 slaagde de club erin om nog eens kampioen te worden.
In 1971 werd de club opnieuw kampioen, en mocht daardoor aantreden in de nieuwe nationale competitie, die later de Série A werd. Buiten een plaats in de betere middenmoot in 1973 speelde de club echter een bijrol in deze competitie. De hele jaren tachtig speelde de club in de Série B en degradeerde dan naar de Série C. Na één seizoen keerde de club terug. In 1992 werd de club voor het eerst sinds 1973 nog eens vicekampioen in de staatscompetitie en dwong dat jaar ook promotie af naar de Série A. het volgende jaar werd de club staatskampioen. De Série A bestond uit 32 clubs en voor het seizoen 1994 werd dit aantal teruggebracht naar 24 clubs. Ondanks een 16de plaats degradeerde América omdat de topteams beschermd werden. De club trok naar de rechtbank om de degradatie terug te laten draaien, maar de CBF strafte de club hierop en sloot América twee seizoenen uit voor nationaal voetbal, waardoor ze enkel in de staatscompetitie actief waren.
In 1996 mocht de club terug aantreden in de Série B en werd meteen vijfde. Het volgende jaar kon de club de titel afdwingen en promoveerde terug naar de Série A, waar ze met een 21ste plaats terug naar de Série B verwezen werden. In 1999 werd de club slechts zevende, maar omdat de competitie in 2000 volledig op zijn kop stond door interen onenigheden en dat jaar de Copa João Havelange gespeeld werd belandde de club weer in de Série A voor twee seizoenen. In 2001 werd de club staatskampioen. In 2002 namen de topclubs uit de staat deel aan de Copa Sul-Minas, een competitie die al eerder gespeeld werd en die de club in 2000 gewonnen had, maar dat jaar een grotere competitie werd waardoor dit het eerste seizoen was dat ze niet in de staatscompetitie aantraden. In 2003 keerden de clubs echter terug naar de staatscompetitie.
In 2004 degradeerde de club uit de Série B. Doordat de club in 2007 zelfs uit de hoogste klasse van de staatscompetitie degradeerde mochten ze dat jaar niet aantreden in de Série C en speelde zogeen nationaal voetbal. Het volgende jaar werd de club kampioen in de tweede klasse en dankzij een goede notering in de Taça Minas Gerais mochten ze ook in de Série C aantreden. De club werd twintigste en plaatste zich zo voor de nieuwe Série C, die vanaf 2009 van start ging naar gelijkaardig model als de Série A en B, de Série D werd ingevoerd als nieuwe laagste klasse. De club werd in 2009 meteen kampioen van de hernieuwde Série C en keerde zo terug naar de Série B. De club werd in 2010 vierde en promoveerde zo voor de tweede keer op rij, echter werd de opmars ook meteen gestopt en volgde in 2011 een nieuwe degradatie. In 2012 schakelde de club Cruzeiro uit in de halve finale om de staatstitel en speelde na elf jaar nog eens de finale, maar verloor die van Atlético. Na drie seizoenen in de subtop werd de club in 2015 vierde en kon opnieuw promoveren naar de Série A. In de staatscompetitie van 2016 versloeg de club in de eindronde zowel Cruzeiro als Atlético en werd zo voor het eerst sinds 2001 nog eens staatskampioen, echter trok de club de lijn niet door naar de Série A, waar de club laatste werd. Na één jaar werd de club kampioen en kon al opnieuw promoveren, maar ook nu kon de club het behoud niet verzekeren. In 2020 kon de club opnieuw promoveren en kon nu twee jaar op rij het behoud verzekeren tot een nieuwe degradatie volgde in 2023.

## Erelijst

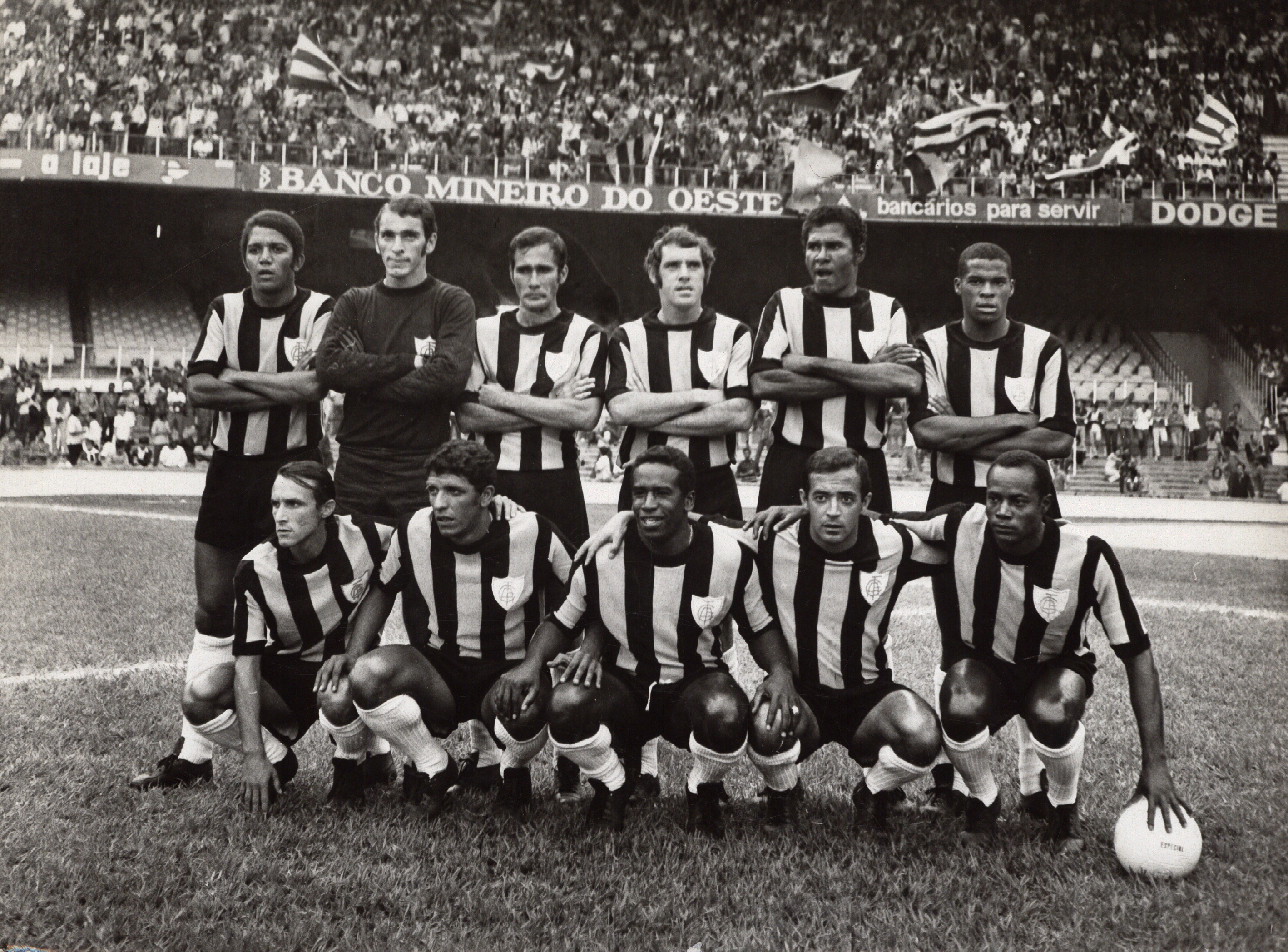
Staatskampioenteam in 1971

Campeonato Brasileiro Serie B
1977, 2017
Copa Sul-Minas
2000
Campeonato Mineiro
1916, 1917, 1918, 1919, 1920, 1921, 1922, 1923, 1924, 1925, 1948, 1957, 1971, 1993, 2001, 2016
São Paulo Youth Cup
1996
Belo Horizonte Youth Cup
2000
Minas Gerais State Cup
1980, 1987, 2005

## Bekende spelers
- Gilberto Silva
- Éder Aleixo
- Euller
- Fred
- Sammuel
- Jackson Coelho
- Richarlison
- Somália

Amazonas ·
América Mineiro · 
Athletic · 
Athletico Paranaense ·
Atlético Goianiense · 
Avaí ·
Botafogo-SP ·
Chapecoense · 
Coritiba ·
CRB · 
Criciúma ·
Cuiabá ·
Ferroviária · 
Goiás ·
Novorizontino ·
Operário Ferroviário ·
Paysandu ·
Remo · 
Vila Nova ·  
Volta Redonda